# 阿普卡
阿普卡是俄羅斯遠東地區科里亚克族的九个分支之一，其語言為科里亚克語的一種方言。在苏联成立之前他们被認為是獨立的民族，之後才畫入科里亞克族，他們主要生活在科里亞克自治區的白令海沿岸。